# Rohrach (Wörnitz)
Die Rohrach ist ein Bach in den bayerischen Landkreisen Weißenburg-Gunzenhausen und Donau-Ries, der bei Wechingen von links in die Wörnitz mündet. Zur Unterscheidung von der nahen „Östlichen“ Rohrach, die zur Altmühl bei Treuchtlingen läuft, wird diese hier auch als Westliche Rohrach bezeichnet. Auf einem kurzen Abschnitt wird sie auch Mühlgraben genannt.

## Etymologie
Die Rohrach wurde 1053 als Roraha ersturkundlich erwähnt. 1681 ist erstmals die Schreibweise Rohrach nachweisbar. Der Flussname kommt vom alt-/mittelhochdeutschen rōr und bedeutet so viel wie Schilfrohr oder Schilfdickicht.

## Geographie

### Ursprung
Die Rohrach entsteht an der Einöde Obelshof von Markt Heidenheim im Landkreis Weißenburg-Gunzenhausen. Hier beginnt auf einer Höhe von etwa 554 m ü. NHN unmittelbar am Anwesen ihr anfangs unscheinbarer, südsüdöstlich ziehender Wiesengraben, der gleich nach ihrer Unterquerung der St 2218 von einer Quelle am linken Hang verstärkt wird und  gut einen Kilometer unterhalb ihres Ursprungs an der Kirschenmühle den Kohlbrunnenbach aus dem Südwesten aufnimmt.

### Verlauf
Die Rohrach läuft danach eng zwischen dem Hauptort Heidenheim zur Linken und dem Ortsbereich Ziegelhütte zur Rechten hindurch. Auf ihrem inzwischen südsüdwestlichen Lauf fließen ihr am Klärwerk der Gemeinde von rechts zwei Bäche zu, die nahe am Zeckenholz in der Flur entspringen, und wenige Schritte weiter von links der Röthelgraben. Der einen halben Kilometer weiter talab wiederum von rechts mündende Wiedereckgraben, der im  Kohlbrunnen westlich des Heidenheimer Bucks entspringt, nimmt von links den kurzen Abfluss der Sieben Quellen auf. Kurz danach fließt von rechts der Faulerwasenbach zu, ehe dann der Wiedereckgraben bald mündet. Zwischen der Balsenmühle und der Scheckenmühle, wo von Westen der Safranbach mündet, heißt die Rohrach Mühlgraben. Kurz danach hat sie Zulauf von der Steinernen Rinne dicht im Osten. Das im südwärts laufenden Tal folgende Hechlingen am See am unteren Hang des Kapellenbergs,  auf dessen Gipfel die Katharinenkapelle steht, umfließt der Bach am westlichen Ortsrand und zieht gleich darauf durchs Gelände der Hasenmühle.
Danach mündet die Rohrach auf 469 m ü. NHN in den ca. 23 ha großen Hahnenkammsee, den ältesten Stausee des Landkreises Weißenburg-Gunzenhausen, der zum Fränkischen Seenland gezählt wird. Vor der Anlegung des Stausees mündete der Egelseegraben in den Fluss. Nach ihrem Wiederaustritt im Süden passiert die Rohrach die Heidenheimer Stahlmühle und tritt dann auf das Gemeindegebiet von Polsingen über. Hier erreicht sie zunächst das Dorf Ursheim und gleich darauf die Wiesmühle. Das zentrale Polsingen selbst berührt sie in dessen Nordosten in einer Rechtskurve, nach der sie westsüdwestlich weiterfließt. Dort nimmt die Rohrach den Schwalbenbach auf. Nach dem Weiler Kronhof am linken Ufer verlässt sie die Gemeinde, durchläuft dabei den östlichen Riesrand und fließt ins Gebiet von Munningen im Landkreis Donau-Ries ein. Hier durchquert sie das Dorf Laub, an dessen östlichem Ortsrand von links der Federwiesgraben einmündet. Kurz nach dem Dorf wechselt sie auf Wechinger Gemarkung, am linken Ufer folgen hier erst die Wolfs-, dann die Pfladermühle aufeinander. Etwa dreihundert Meter weiter abwärts mündet die Rohrach nach einem Lauf von etwa 24 km Länge gegenüber dem Sportplatz und der Kirche St. Veit von Wechingen auf 408 m ü. NHN von links in die Wörnitz.
Kurz vor dem Dorf Laub zweigt von der Rohrach nach rechts der fast 5 km lange Neugraben ab, der dann die Wörnitz schon etwa einen halben Kilometer oberhalb der Rohrach-Mündung erreicht.

## Namensdeutung
1053 wird der Bach als „Rohrara“, als fließendes Gewässer (Ache), an dem Schilfrohr wächst, genannt. Den Namen bildeten Germanen, die im 3./4. Jahrhundert das Tal besiedelten.